# David Schofield

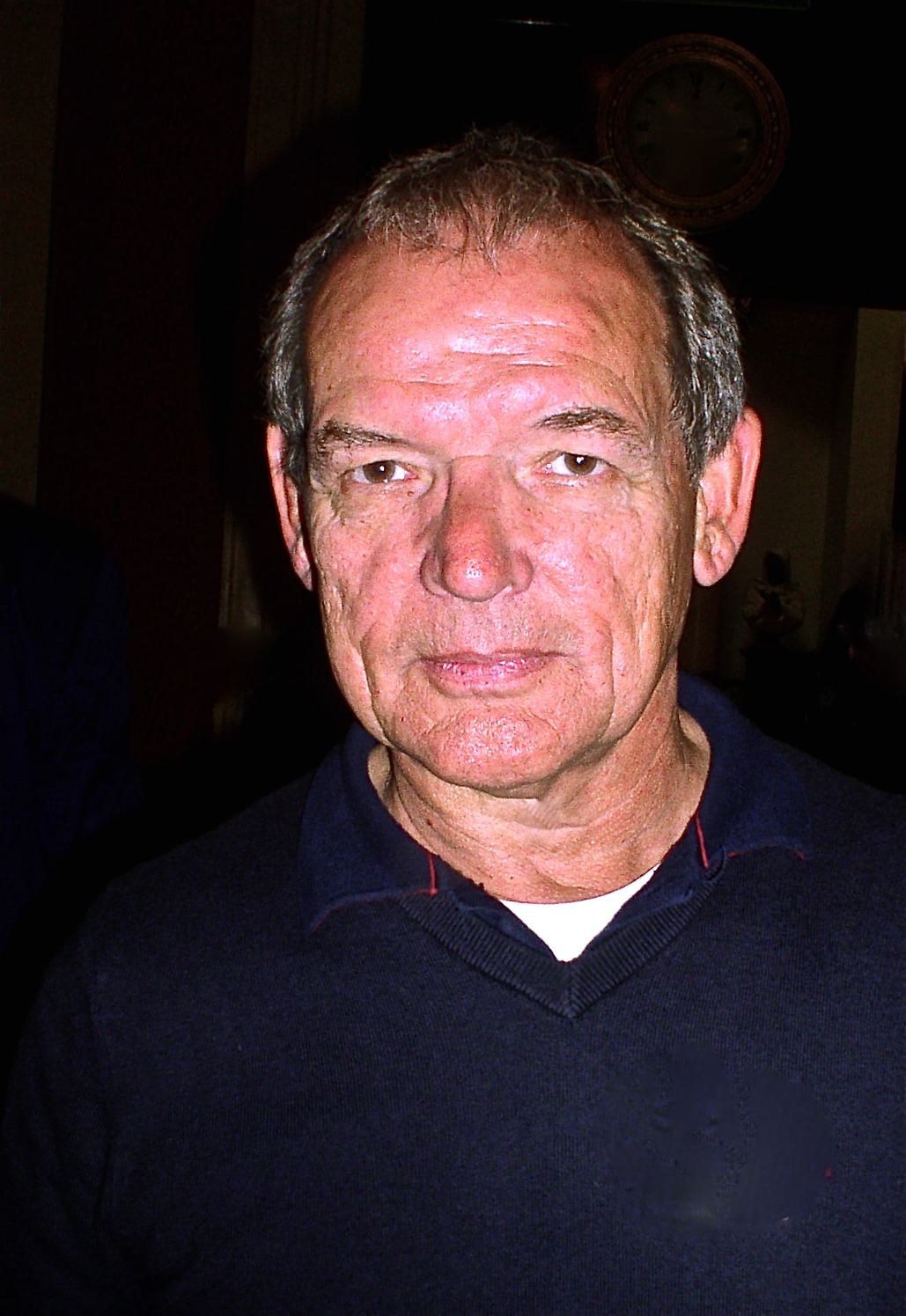
David Schofield år 2011.

David Schofield, född 1951 i Manchester, är en brittisk skådespelare.
Schofield har medverkat i serier som Goldplated, Blue Murder och Footballers' Wives.
Han är gift med Lally Percy och har två barn med henne.

## Filmografi (i urval)
- 2009 – Valkyria
- 2007 – Pirates of the Caribbean: Vid världens ände
- 2006 – Pirates of the Caribbean: Död mans kista
- 2006 – The Curse of King Tut's Tomb
- 2004 – Unstoppable
- 2003 – Frankenstein: Birth of a Monster
- 2003 – Pirates of the Caribbean: Svarta Pärlans förbannelse
- 2003 – The Incredible Mrs. Ritchie
- 2003 – 40
- 2002 – Fields of Gold
- 2001 – Superstition
- 2001 – From Hell
- 2001 – The Musketeer
- 2001 – Chunky Monkey
- 2001 – The Red Peppers
- 2000 – Gladiator
- 2000 – Miraklernas man (Röst)
- 1999 – Maria, Jesu mor
- 1999 – Cleopatra
- 1999 – Strange Fits of Passions
- 1999 – Joan of Arc
- 1999 – Junk
- 1998 – Real Woman
- 1997 – Anna Karenina
- 1997 – Tangier Cop
- 1994 – The Crane
- 1992 – The Secret Agent (TV-serie)
- 1992 – The Last of the Mohicans
- 1990 – Dr. Jekyll & Mr. Hyde
- 1989 – Tree of Hands
- 1989 – Somewhere to Run
- 1982 – Shackleton
- 1982 – Praying Mantis
- 1981 – En amerikansk varulv i London
- 1980 – Krigshundarna